# 정세환
정세환(1915년 12월 16일~1986년 10월 12일)은 대한민국의 정치인이다. 제3·4대 국회의원을 지냈다.

## 역대 선거 결과
|  | 33.27% |

|  | 32.28% |

|  | 14.76% |